# Pternopetalum radiatum
Pternopetalum radiatum là một loài thực vật có hoa trong họ Hoa tán. Loài này được (W.W. Sm.) P.K. Mukh. & Constance miêu tả khoa học đầu tiên.